# 北美电话区号417
电话区号417覆盖密苏里州的西南象限，包括布兰森市、卡尔枢纽市、迦太基市、乔普林市、黎巴嫩市、尼奥绍市、尼克萨市、奥扎克市、斯普林菲尔德市和西部平原市。密苏里州原定只有两个区号。314服务该州西部从圣路易斯到杰斐逊城的区域，而816则服务杰斐逊城以西的所有地点，包括堪萨斯城和斯普林菲尔德。1951年，816被缩减到覆盖堪萨斯城和西北部，而密苏里西南部则被分配给了417。
即使区域内有该州第三大城市斯普林菲尔德，它仍是美国人口最稀少的区号之一。尽管手机和智能手机日益普及（尤其是在斯普林菲尔德及其周边地区），但 417号码还远未耗尽。根据目前的预测，该地区最早要到2031年才需要另一个区号。